# Distretto di Tarnowskie Góry
Il distretto di Tarnowskie Góry (in polacco powiat tarnogórski) è un distretto polacco appartenente al voivodato della Slesia.

## Geografia antropica

### Suddivisioni amministrative
Il distretto comprende 9 comuni.
- Comuni urbani: Kalety, Miasteczko Śląskie, Radzionków, Tarnowskie Góry
- Comuni rurali: Krupski Młyn, Ożarowice, Świerklaniec, Tworóg, Zbrosławice